# Episodi de Il commissario Moulin (settima stagione)
| nº   | Titolo originale   | Titolo italiano | Prima TV Francia | Prima TV Italia |
| ---- | ------------------ | --------------- | ---------------- | --------------- |
| 1-53 | Les Moineaux       |                 | 3 aprile 2003    |                 |
| 2-54 | Série noire        |                 | 9 ottobre 2003   |                 |
| 3-55 | Sale bizness       |                 | 29 agosto 2003   |                 |
| 4-56 | Tensions           |                 | 16 novembre 2006 |                 |
| 5-57 | Bandit d'honneur   |                 | 7 maggio 2004    |                 |
| 6-58 | Les Lois de Murphy |                 | 9 dicembre 2004  |                 |
| 7-59 | La Promesse        |                 | 23 marzo 2006    |                 |
| 8-60 | La Pente raide     |                 | 24 marzo 2004    |                 |

## ?
- Titolo originale: Les Moineaux
- Diretto da: Klaus Biedermann
- Scritto da:

- Titolo originale: Série noire
- Diretto da: Joyce Buñuel
- Scritto da: Serge Arnault